# Calcio ai Giochi della XVIII Olimpiade - Qualificazioni
Le qualificazioni al torneo di calcio alla XVIII Olimpiade furono disputate da 61 squadre (21 europee, 7 sudamericane, 5 nord e centroamericane, 12 africane e 16 asiatiche).
Il Giappone (Paese ospitante) e la Jugoslavia (Campione olimpico in carica) ottennero la qualificazione automatica al torneo. Ad esse, si sarebbero aggiunte 5 squadre dall'Europa, 2 dal Sud America, 1 dal Nord/Centro America, 3 dall'Africa e 3 dall'Asia.

## Squadre qualificate
- Argentina
- Brasile
- Cecoslovacchia
- Corea del Nord
- Corea del Sud
- Germania Est[1]
- Ghana
- Giappone

- Iran
- Italia
- Jugoslavia
- Marocco
- Messico
- Rep. Araba Unita
- Romania
- Ungheria